# Jakob Guttmann
Jakob Guttmann (Beuthen, 1845. április 22. – Breslau, 1919. szeptember 29.) német-zsidó rabbi és vallásfilozófus. Julius Guttmann édesapja.

## Művei
- Die Religionsphilosophie des Abraham ibn Daud aus Toledo, Göttingen, 1879
- Die Religionsphilosophie des Saadja, Göttingen, 1882
- Jacob Guttmann: Die Philosophie des Salomon ibn Gabirol, Göttingen : Vandenhoeck & Ruprecht, 1889, Repr. Hildesheim : Olms, 1979
- Das Verhältnis des Thomas von Aquino zum Judentum und zur jüdischen Literatur, Göttingen, 1891
- Über Dogmenbildung im Judenthum. Vortrag. Hrsg. vom Verein für jüdische Geschichte und Literatur zu Breslau. Breslau, Wilh. Jacobsohn & Co., 1894
- Die Scholastik des 13. Jahrhunderts in ihren Beziehungen zum Judentum und zur jüdischen Literatur, Breslau, 1902
- Die religionsphilosophischen Lehren des Isaak Abravanel, Breslau : Marcus, 1916
- Fest- u. Sabbatpredigten, hrsg. v. Julius Guttmann, Frankfurt am Main : J. Kauffmann, 1926

## Magyarul
- Jacob Guttmann–Isaac Husik–Scheiber Sándor: Maimonidész – zsidó filozófia. Zsidó és skolasztikus filozófusok a középkorban; Logos, Bp., 1995 (B'nai B'rith könyvek)
- Zsidó és keresztény filozófusok a középkorban. Maimonidész elődei és hatástörténete; ford. Schmelowszky Ágoston, Tatár György; Logos, Bp., 2016 (Historia diaspora)